# Salonpäänsaaret
Salonpäänsaaret är en ö i Finland. Den ligger i sjön Saimen och i kommunen Ruokolax i den ekonomiska regionen  Imatra ekonomiska region  och landskapet Södra Karelen, i den södra delen av landet, 240 km nordost om huvudstaden Helsingfors. Öns area är 38,1 hektar och dess största längd är 1,2 kilometer i öst-västlig riktning.  Notera att namnet antyder att det är fråga om flera öar.